# Championnat d'Allemagne de football de deuxième division 1953-1954
Navigation
2. Oberliga
1952-1953 2. Oberligen
1954-1955
La 2. Oberliga 1953-1954 fut la 5e saison de 2. Oberliga (parfois également appelée II. Division), une ligue située au 2e échelon du football allemand dans certaines régions. Lors de la saison 1949-1950, seule l'Ouest de l'Allemagne (Land de Rhénanie du Nord-Wesphalie) disposait d'une 2. Oberliga à deux sous-groupes. La compétition passera à un format à un groupe unique à partir de la saison 1952-1953. L'Allemagne du Sud (Länder de Hesse, Bade-Wurtemberg et Bavière) suit le mouvement et introduit sa propre 2. Oberliga pour la saison 1950-1951, et l'Allemagne du Sud-Ouest (Land de Rhénanie-Palatinat et protectorat puis Land de Sarre) suivra la saison suivante. En Allemagne du Nord (Länder de Basse-Saxe et de Schleswig-Holstein ainsi que villes libres de Hambourg et Brême), et à Berlin-Ouest, ce sont les Amateurligen qui jouaient le rôle de 2de division.

## 2. Oberliga West
Le 2. Oberliga West 1953-1954 fut une ligue située au 2e niveau de la hiérarchie du football ouest-allemand.
Ce fut la 5e édition de cette ligue qui couvrait le même territoire que l'Oberliga West, c'est-à-dire le Land de Rhénanie du Nord-Wesphalie, donc les clubs affiliés à une des trois fédérations composant la Westdeutscher Fußball-und Leichtathletikverband (WFLV).
Les deux premiers furent promus en Oberliga West pour la saison suivante.

### Compétition

#### Légende
| Légende       |                                                                    |
| C             | Champion 2. Liga West & promu en Oberliga West la saison suivante. |
| P             | promu en Oberliga West la saison suivante.                         |
| R             | relégué vers les séries de Landesliga pour la saison suivante.     |
| en diminution | club relégué de l'Oberliga West depuis la saison précédente        |

#### Classement
|   |    |                         | M  | G  | N  | P  | +  | -  | Avg  | Pts |
| - | -- | ----------------------- | -- | -- | -- | -- | -- | -- | ---- | --- |
| C | 1  | Duisburger SpV          | 30 | 16 | 10 | 4  | 58 | 34 | 1,70 | 42  |
| P | 2  | SC Westfalia Herne      | 30 | 17 | 5  | 8  | 70 | 50 | 1,40 | 39  |
|   | 3  | SG Wattenscheid 09      | 30 | 17 | 2  | 11 | 62 | 47 | 1,32 | 36  |
|   | 4  | Rot-Weiss Oberhausen    | 30 | 14 | 5  | 11 | 56 | 39 | 1,44 | 33  |
|   | 5  | SpVgg Herten 07/12      | 30 | 14 | 5  | 11 | 51 | 44 | 1,16 | 33  |
|   | 6  | Sportfreunde Katernberg | 30 | 14 | 3  | 13 | 82 | 66 | 1,24 | 31  |
|   | 7  | SV Hamborn 07           | 30 | 11 | 9  | 10 | 48 | 46 | 1,04 | 31  |
|   | 8  | BV Union 05 Krefeld     | 30 | 12 | 6  | 12 | 47 | 41 | 1,15 | 30  |
|   | 9  | SV Rhenania 05 Würselen | 30 | 13 | 4  | 13 | 54 | 49 | 1,10 | 30  |
|   | 10 | VfB Bottrop             | 30 | 11 | 8  | 11 | 56 | 62 | 0,90 | 30  |
|   | 11 | SpVgg Erkenschwick      | 30 | 10 | 8  | 12 | 40 | 47 | 0,85 | 28  |
|   | 12 | TSG Vohwinkel 80        | 30 | 11 | 3  | 16 | 40 | 48 | 0,83 | 25  |
|   | 13 | SG Düren 99             | 30 | 10 | 5  | 15 | 51 | 62 | 0,82 | 25  |
|   | 14 | SSV 04 Wuppertal        | 30 | 7  | 9  | 14 | 34 | 56 | 0,65 | 23  |
| R | 15 | VfB Marathon Remscheid  | 30 | 9  | 4  | 17 | 43 | 74 | 0,58 | 22  |
| R | 16 | DSC Arminia Bielefeld   | 30 | 8  | 6  | 16 | 37 | 64 | 0,58 | 22  |

### Fusions
En fin de saison, trois clubs de la 2. Oberliga Ouest furent concernés par une fusion.
- Le SV Hamborn 07 fusionna avec le Sportfreunde Hamborn pour former le Sportfreunde Hamborn 07.
- Le TSG Vohwinkel 80 fusionna avec le SSV 04 Wuppertal pour former le Wuppertaler SV. Les deux clubs étant membres de la 2. Oberliga West, cela libéra une place mais qui ne fit pas attribuée. La saison suivante la ligue ne compta que 15 participants.

### Relégués d'Oberliga
À la fin de cette saison, les équipes qui descendirent d'Oberliga West furent:
- Rheydter SpV
- STV Horst-Emscher

### Montants des séries inférieures
À la fin de cette saison, les trois derniers classés furent relégués vers les séries de Landesligen et remplacés par:
- TSV Marl-Hüls
- VfL Benrath

#### Résultats du tour final des Landesligen
| Légende |                                                     |
| P       | club promu en 2. Oberliga West, la saison suivante. |

Le tour final concerna les trois champions des Landesligen ("Mittelrhein", "Niederrhein" et "Westfalen").
- Tour final:

|   |   |               | M | G | N | P | +  | -  | Avg  | Pts |
| - | - | ------------- | - | - | - | - | -- | -- | ---- | --- |
| P | 1 | TSV Marl-Hüls | 4 | 3 | 1 | 0 | 12 | 2  | 6,00 | 7   |
| P | 2 | VfL Benrath   | 4 | 2 | 1 | 1 | 9  | 5  | 1,80 | 5   |
|   | 3 | SC Rapid Köln | 4 | 0 | 0 | 4 | 2  | 16 | 0,13 | 0   |

## 2. Oberliga Südwest
Le 2. Oberliga Südwest 1953-1954 fut une ligue située au 2e niveau de la hiérarchie du football ouest-allemand.
Ce fut la 3e édition de cette ligue qui couvrait le même territoire que l'Oberliga Südwest, c'est-à-dire le Land de Rhénanie-Palatinat et le protectorat de Sarre, donc pour les clubs affiliés à la Fußball-Regional-Verband Südwest (FRVS).
Les deux premiers classés furent promus en Oberliga Südwest pour la saison suivante.

### Compétition

#### Légende
| Légende         |                                                                          |
| C               | Champion 2. Liga Südwest & promu en Oberliga Südwest la saison suivante. |
| P               | promu en Oberliga Südwest la saison suivante                             |
| R               | Relégué en vers les séries inférieures en vue de la saison suivante      |
| en diminution   | club relégué de l'Oberliga Südwest depuis la saison précédente           |
| en augmentation | club promu des séries inférieures depuis la saison précédente.           |

#### Classement
|   |    |                             | M  | G  | N  | P  | +  | -  | Avg  | Pts |
| - | -- | --------------------------- | -- | -- | -- | -- | -- | -- | ---- | --- |
| C | 1  | Sportfreunde 05 Saarbrücken | 30 | 15 | 10 | 5  | 68 | 33 | 2,06 | 40  |
| Q | 2  | Eintracht Bad Kreuznach     | 30 | 16 | 6  | 8  | 66 | 41 | 1,61 | 38  |
|   | 3  | ASV Hochfeld 1925           | 30 | 14 | 10 | 6  | 56 | 41 | 1,37 | 38  |
|   | 4  | VfL Neuwied                 | 30 | 16 | 4  | 10 | 64 | 55 | 1,16 | 36  |
|   | 5  | TSC Zweibrücken             | 30 | 16 | 3  | 11 | 69 | 60 | 1,15 | 35  |
|   | 6  | BFV Hassia Bingen           | 30 | 14 | 6  | 10 | 55 | 52 | 1,06 | 34  |
|   | 7  | FV Engers 07                | 30 | 11 | 9  | 10 | 45 | 38 | 1,18 | 31  |
|   | 8  | Sportfreunde Herdorf        | 30 | 11 | 9  | 10 | 68 | 64 | 1,06 | 31  |
|   | 9  | SG 05 Pirmasens             | 30 | 10 | 10 | 10 | 60 | 62 | 0,97 | 30  |
|   | 10 | SC Viktoria Hühnerfeld      | 30 | 8  | 13 | 9  | 59 | 52 | 1,13 | 29  |
|   | 11 | SC 07 Bad Neuenahr          | 30 | 12 | 5  | 13 | 63 | 69 | 0,91 | 29  |
|   | 12 | SpVgg Andernach             | 30 | 9  | 8  | 13 | 46 | 51 | 0,90 | 26  |
|   | 13 | BSC 1914 Oppau              | 30 | 9  | 6  | 15 | 37 | 60 | 0,62 | 24  |
|   | 14 | ASC Dudweiler               | 30 | 7  | 8  | 15 | 52 | 66 | 0,79 | 22  |
| R | 15 | SC Altenkessel              | 30 | 9  | 4  | 17 | 55 | 80 | 0,69 | 22  |
| R | 16 | 1. FC Idar                  | 30 | 4  | 7  | 19 | 42 | 81 | 0,52 | 15  |

### Relégués de l'Oberliga Südwest
En fin de saison, les deux clubs suivants furent relégués depuis l'Oberliga Südwest:
- ASV Landau
- VfR Kirn

### Montants des séries inférieures
Les deux derniers classés furent relégués vers les séries inférieures et, en vue de la saison suivante, furent remplacées par:
- SpVgg Weisenau
- SV Ludweiler-Warndt

#### Résultats du tour final des Amateurligen
| Légende       |                                                                           |
| P             | Promu en 2. Oberliga Südwest, la saison suivante.                         |
| en diminution | club relégué de la 2. Oberliga Südwest, à la fin de la saison précédente. |

|   |   |                     | M | G | N | P | +  | -  | Avg  | Pts |
| - | - | ------------------- | - | - | - | - | -- | -- | ---- | --- |
| P | 1 | SpVgg Weisenau      | 6 | 4 | ? | ? | 26 | 11 | 2,36 | 10  |
| P | 2 | SV Ludweiler-Warndt | 6 | 4 | ? | ? | 22 | 9  | 2,44 | 10  |
|   | 3 | VfL Trier           | 6 | 2 | 0 | 4 | 13 | 26 | 0,50 | 4   |
|   | 4 | VfL Neustadt        | 6 | 0 | 0 | 6 | 9  | 24 | 0,38 | 0   |

## 2. Oberliga Süd
Pour un article plus général, voir Zweite Oberliga Sud (1950-1963).
Le 2. Oberliga Süd 1953-1954 fut une ligue située au 2e niveau de la hiérarchie du football ouest-allemand.
Ce fut la 4e édition de cette ligue qui couvrait le même territoire que l'Oberliga Süd, c'est-à-dire les Länder de Bade-Wurtemberg, de Bavière et de Hesse.
Les deux premiers classés furent promus en Oberliga Süd pour la saison suivante.

### Compétition

#### Légende
| Légende         |                                                                        |
| C               | Champion 2. Liga Süd & promu en Oberliga Süd la saison suivante.       |
| P               | promu en Oberliga Süd la saison suivante                               |
| R               | Relégué vers les séries de 1. Amateurliga en vue de la saison suivante |
| en diminution   | club relégué de l'Oberliga Süd depuis la saison précédente             |
| en augmentation | club promu des séries de 1. Amateurliga depuis la saison précédente    |

#### Classement
|   |    |                       | M  | G  | N  | P  | +  | -   | Avg  | Pts |
| - | -- | --------------------- | -- | -- | -- | -- | -- | --- | ---- | --- |
| C | 1  | TSV Schwaben Augsburg | 34 | 23 | 6  | 5  | 80 | 24  | 3,33 | 52  |
| P | 2  | SSV Reutlingen        | 34 | 22 | 8  | 4  | 89 | 37  | 2,41 | 52  |
|   | 3  | FC Bayern Hof 1910    | 34 | 17 | 7  | 10 | 79 | 48  | 1,65 | 41  |
|   | 4  | TSV 1860 München      | 34 | 11 | 13 | 10 | 67 | 51  | 1,31 | 35  |
|   | 5  | Karlsruher FV         | 34 | 14 | 7  | 13 | 69 | 58  | 1,18 | 35  |
|   | 6  | SV Darmstadt 98       | 34 | 14 | 7  | 13 | 69 | 59  | 1,17 | 35  |
|   | 7  | FC Singen 04          | 34 | 13 | 9  | 12 | 69 | 72  | 0,96 | 35  |
|   | 8  | Freiburger FC         | 34 | 14 | 6  | 14 | 67 | 67  | 1,00 | 34  |
|   | 9  | TSG 1846 Ulm          | 34 | 13 | 7  | 14 | 63 | 63  | 1,00 | 33  |
|   | 10 | ASV Durlach 02        | 34 | 12 | 8  | 14 | 63 | 61  | 1,03 | 32  |
|   | 11 | 1. FC Pforzheim       | 34 | 13 | 6  | 15 | 62 | 67  | 0,93 | 32  |
|   | 12 | 1. FC 01 Bamberg      | 34 | 12 | 8  | 14 | 51 | 62  | 0,82 | 32  |
|   | 13 | TSV 1861 Straubing    | 34 | 10 | 11 | 13 | 47 | 56  | 0,84 | 31  |
|   | 14 | SV Wiesbaden          | 34 | 9  | 12 | 13 | 42 | 53  | 0,79 | 30  |
|   | 15 | ASV Cham              | 34 | 10 | 9  | 15 | 39 | 53  | 0,73 | 29  |
|   | 16 | FC Hanau 93           | 34 | 12 | 5  | 17 | 45 | 78  | 0,58 | 29  |
| R | 17 | Union Böckingen       | 34 | 8  | 11 | 15 | 37 | 73  | 0,51 | 27  |
| R | 18 | FC Wacker München     | 34 | 6  | 6  | 22 | 43 | 101 | 0,43 | 18  |

### Relégués d'Oberliga
À la fin de cette saison, les clubs qui descendirent d'Oberliga Süd furent:
- SV Waldhof Mannheim 07
- SV Viktoria 01 Aschaffenburg

### Montants des séries inférieures
En vue de la saison suivante, les deux derniers classés de 2. Liga Süd furent relégués vers les séries de Amateurliga et remplacés par :
- VfL 07 Neustadt
- SpVgg Weiden

#### Résultats du tour final des Amateurligen
| Légende |                                                                                                |
| P       | club promu en 2. Oberliga Süd, la saison suivante.                                             |
| B       | club devant jouer un barrage pour désigner le 2e promu en 2. Oberliga Süd, la saison suivante. |

Le tour final concerna les champions des cinq Amateurligen et le vice-champion de la Bayern Amateurliga. Cependant, le VfB Friedrichshafen, champion de l’Amateurliga Württemberg renonça à participer et fut remplacé par le 1. FC Eislingen.
- Tour final

|   |   |                          | M  | G | N | P | +  | -  | Avg  | Pts |
| - | - | ------------------------ | -- | - | - | - | -- | -- | ---- | --- |
| P | 1 | VfL 07 Neustadt/Coburg   | 10 | ? | ? | ? | 30 | 18 | 1,66 | 15  |
| B | 2 | SpVgg Weiden             | 10 | ? | ? | ? | 27 | 18 | 1,50 | 12  |
| B | 3 | SC Borussia 04 Fulda     | 10 | ? | ? | ? | 26 | 19 | 1,37 | 12  |
|   | 4 | Offenburger FV           | 10 | ? | ? | ? | 23 | 27 | 0,85 | 9   |
|   | 5 | SpVgg Amicitia Viernheim | 10 | ? | ? | ? | 20 | 22 | 0,91 | 7   |
|   | 6 | 1. FC Eislingen          | 10 | ? | ? | ? | 11 | 33 | 0,33 | 6   |

- Tour final - Match d'appui:

| Date       | Match                               | Résultat |              |
| ---------- | ----------------------------------- | -------- | ------------ |
| xx/xx/1954 | SpVgg Weiden – SC Borussia 04 Fulda | 3-2      | à Wurtzbourg |
| P          | SpVgg Weiden                        | Promu    |              |